# Панін Михайло Микитович
Миха́йло Мики́тович Па́нін (4 червня 1877, село Протасово — сучасний Сухініцький район Калузької області — 20 грудня 1963, Дніпропетровськ) — український радянський живописець, 1951 — заслужений діяч мистецтв УРСР.

## Життєпис
В 1902—1911 роках навчався у Петербурзькій академії мистецтв, учителем був професор Василь Євменович Савинський, серед його вчителів був і Ілля Рєпін. За картину «Таємний виїзд Івана Грозного перед опричниною» одержує звання художника. Картина зникла у часи війни, але в 2017 році знайшлась і була повернена в Україну зі США.
1908 року брав участь в розписі храму при Імператорській Російській місії (Бухарест), його допомога була настільки суттєвою, що Рада Академії дозволила йому пропустити півріччя занять. 1911 року з відзнакою закінчує Академію.
1916 року навесні на Академічній виставці експонувалися його роботи: «Курган», «Після дощу», «Портрет дружини», «Світанок».
З 1925 року викладав у Дніпропетровському художньому училищі та в любительських студіях.
Серед його учнів були Бєлов Віктор Омелянович, Жуган Володимир Олександрович, Кокін Михайло Олександрович, Магро Петро Іванович, Родзін Микола Іванович, Чернявський Георгій Георгійович та Шевченко Федір Федорович.
Є автором картин на історичну та історико-революційну тематику:
- 1911 — «Таємний виїзд Івана Грозного перед опричниною»,
- 1927 — «Штурм пошти»,
- 1928 — «Розстріл робітників Брянського заводу»,
- 1929 — «Захоплення броньовика в гайдамаків»,
- портрети — 1947 — І. Рєпіна,
- П. Чистякова — 1947, зберігається у Дніпропетровському художньому музеї, ці роботи виставлялися на Десятій виставці художників Дніпропетровщини.
- 1954 — «Портрет жінки» та «Автопортрет» — на обласній художній виставці.